# Автошлях Т 1832
Автошля́х Т 1832 — автомобільний шлях територіального значення у Рівненській області. Пролягає територією Рівненського району через Городок — Хотин — Ходоси — Кустин до перетину з Н25. Загальна довжина — 16 км.

## Маршрут
Автошлях проходить через такі населені пункти:
| Автошлях Т 1832    |     |
| Рівненська область |     |
| Рівненський район  |     |
| Городок            |     |
| Хотин              |     |
| Ходоси             |     |
| Кустин             |     |
|                    | Н25 |